# San Francesco (Pelago)
San Francesco è una frazione del Comune di Pelago attigua alla città di Pontassieve. Sorge sulla riva sinistra del fiume Sieve. 
L'abitato nacque sicuramente grazie al medievale Ponte a Sieve, poi mediceo, sulla strada che portava verso il Casentino ed il Santuario della Verna. In questa zona, fuori dalle mura di Pontassieve, sorgeva un oratorio, dal 1520 affiancato dal convento di San Francesco che dette il nome all'intero paese e che ne è ancora il centro. 
Il vecchio ponte fu poi sostituito da quello sulla moderna via Aretina, che lo collega a Pontassieve, paese con cui negli anni ha creato un agglomerato urbano pressoché allargato sulle due sponde del fiume. La via Aretina prosegue verso sud come Strada statale 69 di Val d'Arno, che subito fuori dall'abitato forma un bivio da cui inizia anche la strada della Consuma verso il Casentino (Strada statale 70) mentre verso nord si stacca la via Forlivese, detta anche del Muraglione (Strada statale 67 Tosco-Romagnola). La linea ferroviaria che collega Pontassieve a Borgo San Lorenzo la attraversa senza che vi sia una fermata o una stazione, la quale è la vicina stazione di Pontassieve.
La frazione è inoltre caratterizzata da un complesso di edifici idraulici presso lo sbarramento artificiale del fiume Sieve, subito a monte del centro abitato, attivi quasi ininterrottamente da oltre sei secoli fino agli ultimi anni '60. La struttura comprendeva dapprima un mulino, in seguito una gualchiera trasformata successivamente in una filatura.